# Tites
Els tites (titii en llatí) van ser un poble indígena celtiber, que sempre apareix subordinat als bel·les. Pertanyents al grup dels citeriors, sempre entroncats directament amb els bel·les, dels quals potser fossin clients, i supeditats sempre als poderosos arèvacs. La seva situació, molt imprecisa i difícil, ha d'estar a la vall mitjana del Xaló cap a Alhama i potser arribant fins a Parameras de Molina, juntament amb els bel·les. Possiblement el límit superior dels tites fossin els propis arèvacs i l'inferior o sud els bel·les, mentre que a l'est limitarien amb els lusons a la zona de Bílbilis. Aquest petit poble que apareix citat a les fonts clàssiques contribueix a les guerres de resistència contra Roma, cosa que els obliga a signar, el 176 aC, el tractat de Grac i posteriorment a entrar en guerra amb Roma al costat dels bel·les i els arèvacs quan s'enfrontin obertament a aquella a la segona guerra celtibèrica, que acabarà desastrosament per als indígenes amb la caiguda de Numància el 133 aC.

## Orígens
Els Titii eren d'origen celta, els avantpassats dels quals probablement van emigrar a la península Ibèrica al voltant del segle iv aC i part dels celtibers. Hi ha una quantitat aclaparadora d'evidències que els avantpassats dels grups celtibers es van instal·lar a la zona de Meseta de la península Ibèrica des d'almenys l'any 1000 aC i probablement molt abans.

## Cultura
A causa de la manca de prospeccions arqueològiques extenses, no es van trobar mai a la zona cap assentament de l'Edat del Ferro relacionat amb aquest poble. No obstant això, l'anàlisi de les troballes numismàtiques de la zona de Jalón-Tajuña (antic Tagonius) ha portat alguns arqueòlegs a relacionar les ceques de tres pobles celtibèrics desconeguts -Aratis/Aratikos, Titum i Titiakos- amb els Titii, assenyalant Titum com la seva presumpta capital.
La localitat d'Aratis/Aratikos va ser identificada l'any 2014 amb el jaciment de l'edat del ferro de Castejón I – El Romeral a Aranda de Moncayo a la província de Saragossa.